# Distretto di Accomarca
Il distretto di Accomarca è uno degli otto distretti della provincia di Vilcas Huamán, in Perù. Si trova nella regione di Ayacucho e si estende su una superficie di 82,43 chilometri quadrati.

Istituito il 29 gennaio 1965, ha per capitale la città di Accomarca; nel censimento del 2005 contava 1.836 abitanti.